# Louis Innis
Louis Todd "Louie" Innis, född den 20 januari 1919 i Seymor, Indiana, död den 20 augusti 1982 i Nashville, Tennessee var en amerikansk countrygitarrist/-basist/-sångare, låtskrivare och producent. Han medverkar på åtskilliga inspelningar av bland andra Hank Williams (exempelvis "Move It On Over", "Lovesick Blues" och "I Saw The Light"). Han gjorde även egna inspelningar på Sterling 1947, på Mercury från 1949 till 1952 och på King från 1953 till 1955.
Hans största hit som låtskrivare var "Daddy-O" (skriven tillsammans med Charlie Gore) som belade elfteplatsen på Billboards Top 100-lista med The Fontane Sisters och fjortondeplatsen med Bonnie Lou 1955. "Good Morning Judge" med Wynonie Harris belade sjätteplatsen på Billboards R&B-lista 1950.
Rockabillylåten "Seven Nights to Rock", som Innis skrev tillsammans med Buck Trail och Henry Glover, spelades ursprungligen in av Moon Mullican 1956 och har sedan dess framförts av ett stort antal artister bland vilka kan nämnas Nick Lowe, Bruce Springsteen, Bryan Adams, Brian Setzer och Robert Wells.

## Diskografi

### Samlingsalbum
- Louie Innis And The String Dusters: Skip, Hop & Jump Country Style (1997)[13]